# Jan Brożek
Jan Brożek (Ioannes Broscius, Joannes Broscius or Johannes Broscius; n. 1 noiembrie 1585, Kurzelów⁠(d), Gmina Włoszczowa⁠(d), Voievodatul Sfintei Cruci, Polonia – d. 21 noiembrie 1652, Bronowice Małe⁠(d), Bronowice⁠(d), voievodatul Polonia Mică, Polonia) a fost un polimat polonez: un matematician, astronom, medic, poet, scriitor, muzician și rector al Academiei din Cracovia.

## Biografie
Brożek s-a născut în Kurzelów, Sandomierz și a locuit în Cracovia, Staszów și Międzyrzec Podlaski. A studiat la Academia din Cracovia (în prezent Universitatea Jagiellonian) și la Universitatea din Padova. Jan Brożek a fost cel mai proeminent matematician polonez din secolul al XVII-lea. A studiat de asemenea și medicina, teologia și geodezia. A contribuit la o mai bună cunoaștere a teoriilor lui Nicolaus Copernic.

## Lucrări
- "Geodesia distantiarum" (1610);
- "Dissertatio astronomica" (1616);
- "Dissersatio de cometa Astrophili" (1619);
- "Dе dierum inaequalitate" (1619);
- "Arithmetica integrorum" (1620);
- "Apologja pierwsza kalendarza rzymskiego powszechnego" (1641);
- "Apologia pro Aristotele et Euclide" (1652);
- "De numeris perfectis disceptatio" (1637);
- "Epistolae ad naturam ordinatarum figurarum plenius intelligendam pertinentes" (1615);
- "Peripatheticus Cracoviensis" (1647);
- "Sermo in synodo Luceornensi" (1641);
- Discurs Ziemianina z Plebanem (1625);
  - Gratis, albo Discurs I Ziemianina z Plebanem
  - Przywiley, albo Discurs II Ziemianina z Plebanem
  - Consens, albo Discurs III Ziemianina z Plebanem

## Legături externe
- en Biografie
- de Eintrag im Galileo Projekt